# Романов, Павел Викторович
Па́вел Ви́кторович Рома́нов (1949, Чебоксары — 8 января 2005, Санкт-Петербург) — кандидат искусствоведения, первый проректор и профессор РГИСИ (СПбГАТИ), заслуженный деятель искусств Чувашии; историк театра, педагог, театральный критик, писатель, киноактёр и историк кулинарии.

## Биография
Родился в семье режиссёра, драматурга и театрального педагога Виктора Павловича Романова и театроведа, исследователя чувашского театра Фаины Александровны.
Выпускник (серебряная медаль) покинул родные Чебоксары и отправился в Москву. Однако по дороге передумал и вернулся домой. Поступил в пединститут. А через год уехал в Ленинград. На рубеже 1960—1970-х годов учился в ЛГИТМиКе (Ленинградском государственном институте театра, музыки и кино). Поступил на режиссуру, а институт закончил с дипломом театроведа. Получил приглашение остаться в вузе преподавателем. 
После окончания ЛГИТМиКа на Ленинградском ТВ организовал редакцию развлекательных программ. Председатель приёмной комиссии РГИСИ (СПбГАТИ). Воспитал театроведов (В. И. Филатова (Колесник), А. Б. Шульгат, М. Л. Максимов и др.). Отец театроведа, писателя, кандидата искусствоведения Оксаны Романовой. Был научным руководителем кандидатских диссертаций ряда исследователей (Ли Чин А и др.). Исследователь истории русской кулинарии и русского рациона питания. Автор рецептов для блюд с добавлением русских приправ, орехов и шоколада.
«К сожалению, умер Павел Романов, который играл в „Гарпастуме“ Дядю и главную роль в „Последнем поезде“. Человек без всякого актёрского честолюбия, зато с массой человеческих достоинств». Из интервью с режиссёром «Гарпастума» Алексеем Германом-младшим «Чтобы жизнь была реальной, надо её выдумать» (2005).

## Творчество

### Фильмография
- 1968 — Удар! Ещё удар! — футбольный болельщик в блокадном Ленинграде
- 1969 — Чайковский — доктор Боткин
- 1984 — Иван Павлов. Поиски истины
- 2003 — Последний поезд — немецкий хирург Пауль Фишбах
- 2005 — Гарпастум — дядя
- 2013 — Трудно быть богом — лояльный книгочей

### Книги
- Воспитание актёра в условиях национальной студии: автореферат дисс. на соискание учёной степени кандидата искусствоведения / Ленинградский государственный институт театра, музыки и кинематографии. Л., 1977.
- Студийцы (1982).
- Основные тенденции развития драматургии народов СССР (1970-80-е годы): учеб. пособие (1987)
- Проблемы драматургического жанра: учебное пособие (1993)
- Пространство сцены — Чувашия (1993)
- Застольная история государства Российского (2000)
- Стол в постные дни (2005)
- Пища богов. Занимательная кулинария (2005; в соавт. с Оксаной Романовой)